# حاجی‌الیاس
حاجی‌الیاس (به ترکی استانبولی: Hacıilyas) یک منطقهٔ مسکونی در ترکیه است که در قسطمونی واقع شده‌است.